# Волош, Йоанна
Йоанна Волош (пол. Joanna Wołosz; род. 7 апреля 1990, Эльблонг, Варминьско-Мазурское воеводство, Польша) — польская волейболистка. Связующая.

## Биография
Волейболом Йоанна Волош начала заниматься в родном городе Эльблонге. В 2006 году была принята в молодёжную команду города Гданьска, с которой трижды выигрывала юниорский и молодёжный чемпионаты Польши. В 2009—2013 выступала за «Импел-Гвардию» (Вроцлав) и «Алупроф» (Бельско-Бяла), а затем два сезона играла за «Унет-Ямамай» (Бусто-Арсицио) в серии А1 чемпионата Италии. В 2015 вернулась в Польшу и в составе «Хемика» из Полице по два раза становилась чемпионкой и обладательницей Кубка Польши.
С 2017 Волош выступает за сильнейшую команду Италии последних лет — «Имоко Воллей» из Конельяно, с которой 7 раз выигрывала чемпионат Италии, 6 раз — Кубок страны, трижды — клубный чемпионат мира, трижды — Лигу чемпионов ЕКВ.
В 2007—2009 волейболистка играла за юниорскую и молодёжную сборные Польши, а в 2010 дебютировала в главной национальной команде страны, в составе которой принимала участие во многих международных соревнованиях, в том числе в чемпионате мира 2010, 5 раз в чемпионатах Европы (2011, 2013, 2015, 2017 и 2019).

### Клубная карьера
- 2006—2009 —  «Гедания» (Гданьск) — молодёжная команда;
- 2009—2011 —  «Импел-Гвардия» (Вроцлав);
- 2011—2013 —  «БКС-Алупроф» (Бельско-Бяла);
- 2013—2015 —  «Унет-Ямамай» (Бусто-Арсицио);
- 2015—2017 —  «Хемик» (Полице);
- с 2017 —  «Имоко Воллей» (Конельяно).

## Достижения

### С клубами
- чемпионка Польши среди девушек 2007.
- двукратная чемпионка Польши среди молодёжных команд — 2008, 2009;
  - серебряный призёр молодёжного чемпионата Польши 2007.
- двукратная чемпионка Польши — 2016, 2017.
- двукратный победитель розыгрышей Кубка Польши — 2016, 2017.
- обладатель Суперкубка Польши 2015.
- 7-кратная чемпионка Италии — 2018, 2019, 2021, 2022, 2023, 2024, 2025;
  - серебряный призёр чемпионата Италии 2014.
- 6-кратный победитель розыгрышей Кубка Италии — 2020, 2021, 2022, 2023, 2024, 2025;
  - двукратный серебряный призёр Кубка Италии — 2018, 2019.
- 5-кратный обладатель Суперкубка Италии — 2018, 2019, 2020, 2023, 2024.

- 3-кратный победитель Лиги чемпионов ЕКВ — 2021, 2024, 2025;
  - двукратный серебряный (2019, 2022) и бронзовый (2018) призёр Лиги чемпионов ЕКВ.
- 3-кратная чемпионка мира среди клубных команд — 2019, 2022, 2024;
  - серебряный призёр клубного чемпионата мира 2021.

### Со сборной Польши
- серебряный призёр Европейских игр 2015.
- бронзовый призёр Лиги наций 2024.

### Индивидуальные
- 2007: лучшая связующая юниорского чемпионата Польши.
- 2008: лучшая связующая молодёжного чемпионата Польши.
- 2009: лучшая связующая молодёжного чемпионата Польши.
- 2017: лучшая связующая розыгрыша Кубка Польши.
- 2018: MVP (самый ценный игрок) чемпионата Италии.
- 2018: лучшая связующая розыгрыша Лиги чемпионов.
- 2019: лучшая связующая розыгрыша Лиги чемпионов.
- 2019: лучшая связующая клубного чемпионата мира.
- 2020: MVP (самый ценный игрок) розыгрыша Кубка Италии.
- 2021: лучшая связующая чемпионата Италии.
- 2021: лучшая связующая клубного чемпионата мира.
- 2022: лучшая связующая клубного чемпионата мира.
- 2024: лучшая связующая клубного чемпионата мира.